# Egmond (guitares)
Pour les articles homonymes, voir Egmond.
Egmond N.V. est une entreprise néerlandaise de production de guitares qui a été en activité jusqu'en 1978. Les instruments électriques économiques qu'elle a développés vers la fin des années 1950 ont fortement participé à la popularisation du rock 'n' roll en Europe à cette époque.

## Histoire
En 1932, Uilke Egmond (1879-1959), chef de gare en retraite et violoniste amateur, ouvre un fonds de commerce de musique et d'instruments à Eindhoven. Il y est rejoint en 1940 par ses trois fils Gerard (1904-1974), Dirk (1920-1992) et Jaap (1921-1993), qui se mettent en tête de fabriquer eux-mêmes des guitares. La cadence de fabrication est d'abord de une par semaine.
La production prend son essor au lendemain de la Seconde Guerre mondiale, porte d'abord sur des instruments acoustiques économiques (leur étiquette interne a longtemps affiché la raison sociale Egmond Frères, en français, à quoi a succédé Egmond Brothers), et s'étend bientôt à des guitares jazz à ouïes, bientôt électrifiées et déclinées en différents niveaux de sophistication et de qualité. Egmond N.V. ouvre un atelier puis deux à Aalst, dans la banlieue sud d'Eindhoven.
Vers 1957-1958, profitant de l'essor précoce du rock 'n' roll en Europe du Nord, l'entreprise introduit des modèles électriques faible coût, qui vont être l'objet d'une énorme demande. Ils sont notamment adoptés par les groupes d'Indo-Rock, un genre, spécifique à la communauté indonésienne, qui fleurit alors aux Pays-Bas.
En 1960, Egmond N.V. emploie 80 personnes, débite quelque 100 000 guitares dans l'année dont 80% sont exportées, y compris aux États-Unis. La firme proclame alors produire plus de guitares que tout autre fabricant européen. Cette année-là, les ateliers sont victimes d'incendies. La production déménage vers une nouvelle usine ouverte le 2 novembre 1960, cette fois au nord de l'agglomération d'Eindhoven, à Best.
Dans le courant des années 1960 la production tend à monter en gamme. Egmond remplace ses modèles électriques minimalistes par des réalisations plus élaborées, recouvertes de vinyle, comparables aux fabrications allemandes ou italiennes de cette époque. Ses guitares semi-acoustiques et acoustiques se diversifient également, jusqu'à des modèles folk fabriqués pour Martin, qui les commercialise aux États-Unis sous ses sous-marques Vega et Alpha.
La concurrence asiatique croissante porte un coup fatal à Egmond, qui doit déposer son bilan en 1978.

## Périmètre d'activités
Egmond vendait aussi des basses, des banjos, des mandolines, des amplificateurs, ainsi qu'une série d'accessoires : micros magnétiques séparés (diffusés sous la marque Royal), plaques complètement équipées (avec micros, potentiomètres, sélecteurs et jack de sortie) destinées à être montées sur des guitares non électrifiées d'origine, chevalets à vibrato etc.
Ses guitares et basses, outre la griffe Egmond, ont été diffusées sous différents logos de distributeurs comme Lion, Miller, Caledonie, Manhattan. Aux États-Unis elles ont été commercialisées sous les marques notamment Orpheum, Tonemaster et Nobility. La compagnie allemande de vente par correspondance Quelle, qui diffusait principalement des Klira rebaptisées Triumphator, a également appliqué cette marque sur des Egmond pour les vendre en Allemagne. Au Royaume-Uni, les Egmond étaient connues sous l'appellation Rosetti, du nom de leur distributeur londonien.

## Modèles emblématiques
Les guitares très bon marché produites dans les années 1950 ont fait le succès d'Egmond. Elles étaient en leur temps les plus économiques disponibles en Europe, seulement concurrencées dans le bas-de-gamme par d'autres fabricants néerlandais comme Venlonia (marque Famos), Top Tuner ou Symphonie. 
Ainsi, George Harrison a appris à jouer sur une petite acoustique en contreplaqué pour débutant Egmond qui lui a été offerte pour ses treize ans, et Brian May a reçu le même cadeau pour son seizième anniversaire.
Les petites imitations de guitare jazz type Lucky 7, disponibles avec ou sans micro, étaient réputées à peine jouables et d'une qualité douteuse mais ont été les premiers instruments de milliers d'apprentis guitaristes.
Enfin et surtout, Egmond est connu pour la série des électriques Solid 7, fabriquées entre 1958 et 1963 (déclinées également en Bass 7). Contrairement à ce que leur caisse fine et leur nom suggèrent, ces guitares très rustiques sont en fait à caisse creuse mais leur forme correspond à l'archétype des guitares électriques de l'époque. Paul McCartney utilisa une Rosetti Solid 7 durant le premier séjour des Beatles à Hambourg. Après l'avoir provisoirement convertie en basse en y montant trois cordes de piano, début janvier 1961 à Liverpool (le groupe se trouvait alors sans bassiste, Stuart Sutcliffe s'étant attardé en Allemagne), McCartney la remporta à Hambourg en configuration 6 cordes, où le fragile instrument mourut à la tâche peu après.
Autour de 1960, les Egmond Solid 7 ont inondé les marchés belge et français, et sont restées indissociables de l'explosion du rock dans ces contrées. Deux exemplaires sont visibles sur les pochettes des trois premiers EP des Chaussettes Noires, ainsi que lors de leur premier passage à la télévision (lorsqu'ils interprètent Tu parles trop en présence de Jacqueline Joubert).